# 민철홍

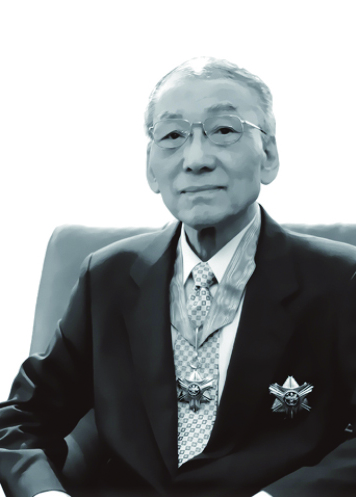

민철홍(1933년~2020년 8월 4일)은 대한민국의 디자이너·서울대학교 미술대학 교수이다.

## 약력
- 1954년 경기공업고등학교 졸업
- 1958년 서울대학교 미술대학 응용미술과 졸업
- 1963-1998년 서울대학교 미술대학 디자인학부 교수
- 1958-1959년 미국 일리노이 공과대학(IIT) 산업디자인 연수
- 1959년 한국공예시범소(KHDC) 수석 디자이너
- 1967/1973년 대한민국 훈장 디자인(무공 훈장을 제외한 전 종목)
- 1983년 민산업디자인연구소(MIDA) 창설
- 1998년 서울대학교 미술대학 명예교수

## 디자인개발
- 1963년 ‘체신1호’ 전화기 디자인
- 1966년 ‘제1,2차 경제개발 5개년 계획성과 및 전망’ 전시기획, 디자인 및 제작
- 1972년 삼성전자 흑백 TV 마하505 디자인
- 1978년 대한민국 CIP 연구
- 1982년 ’82 국제무역박람회 ‘선경관’디자인
- 1983년 대우중공업 산업용 로봇 ‘NOVA-10’ 디자인
- 1989년 서울올림픽 기록조형물 <영광의 벽> 디자인, 서울올림픽 우승자 각인조형물 디자인
- 1994년 국립현대미술관 초대전시회 <빛의 형상> 개최
- 1999년 대전광역시 정부대전청사 특허청 발명인의 전당 조형물 ‘창조’ 제작

## 수상
- 1959년 제8회 국전공예부 문교부 장관상 및 특선 수상
- 1964년 64년도 13회 서울특별시 문화상 수상
- 1970년 국무총리 표창 수상
- 1973년 동경국제조명디자인지명콤페’73 동상 수상
- 1998년 국민훈장 석류장 수훈
- 2005년 대한민국디자인대상 ‘은탑산업훈장’ 수훈
- 2013년 디자이너 명예의 전당 헌액

## 디자인관련단체
- 1967-1970년 국전 초대작가 및 심사위원
- 1969년 문화공고부 문화재 전문위원
- 1972-1976년 한국인더스트리얼디자이너회(KSID) 초대, 2대 회장
- 1973년 한국조경학회 이사 역임
- 1980-1988년 한국인더스트리얼디자이너협회(KSID) 이사장
- 1986-1988년 서울올림픽 디자인 전문위원, 문화예술축전 전문위원, 환경장식위원회 위원
- 1992년 산업디자인진흥민간협의회 위원장